# J2電視劇集列表
本條目列出所有曾於無綫電視J2播出的電視劇集。